# Garnet, Kalifornien
Garnet är en ort (CDP) i Riverside County, i delstaten Kalifornien, USA. Enligt United States Census Bureau har orten en folkmängd på 7 543 invånare (2010) och en landarea på 29,2 km².